# Buyende (quận)
Buyende là một quận ở vùng Đông của Uganda.

## Lịch sử
Quận Buyende được thành lập theo đạo luật của Quốc hội Uganda vào ngày 1 tháng 7 năm 2010. Trước đó, đây là một phần của quận Kamuli.

## Địa lý
Quận Buyende giáp với các quận Amolatar về phía tây bắc, Kaberamaido về phía bắc, Serere về phía đông bắc, Kaliro về phía đông, Luuka về phía đông nam, Kamuli về phía nam và Kayunga về phía tây. Trụ sở chính của quận cách thị trấn lớn gần nhất, Kamuli, khoảng 30 kilômét (19 mi).

## Nhân khẩu
Dưới đây là dân số quận Buyende qua các năm:
| 1991    | 2002    | 2012    | Nguồn |
| ------- | ------- | ------- | ----- |
| 130.800 | 191.300 | 265.100 | [ 3 ] |